# 15cm sFH 18

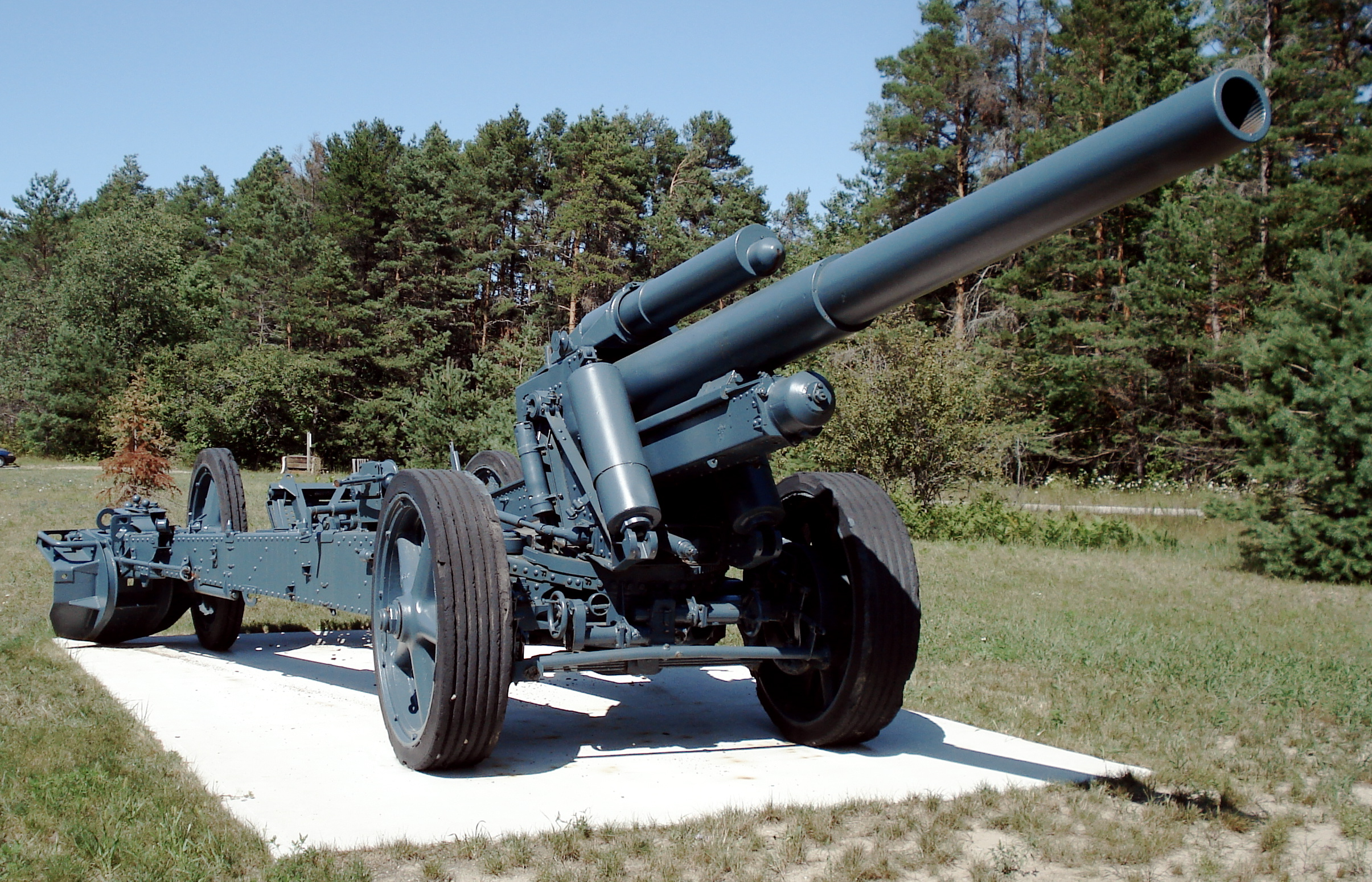
15cm sFH 18

15cm sFH 18（ドイツ語：15 cm schwere Feldhaubitze 18）とは、戦間期のドイツが開発した重榴弾砲である。

## 概要
18とは1918年に制式採用されたことを意味するが、これは、ヴェルサイユ条約によりドイツは大口径火砲の新規開発と保有が禁じられていたため、第一次世界大戦中に既に開発されていた、という欺瞞工作として命名されたものである。同様の年式詐称は他の銃砲でも行われている。
15cm sFH 18は1926年～1930年にかけて15cm sFH 13の後継重榴弾砲として開発、1934年に生産が開始されて1945年までに5,403門が竣工した。クルップ社とラインメタル社による競作方式だったが、実際にはラインメタル社製の砲身をクルップ社製の砲架に搭載した物が採用された。10.5cm leFH 18とともに師団砲兵の主力野戦榴弾砲として、第二次世界大戦を通して陸軍と武装親衛隊の双方で広く運用された。また、高級司令部の直轄砲兵や装甲師団の砲兵大隊では、砲架部が共通の10cm sK 18と混成配備されていた時期も存在する。1938年に15cm sFH 36、1940年に15cm sFH 40、1942年に15cm sFH 42が登場したが、15sm sFH 18やマズルブレーキ追加版の15cm sFH 18M（1942年登場）と異なり量産されなかった。
ドイツ以外では、中独合作期の1934年にラ式十五糎榴弾砲（日側呼称）、1936年にクルツプ式15糎榴弾砲（日側呼称）の受注が成立し、中華民国も導入した。フィンランドにも継続戦争時に48門が輸出され、150 H 40の名で採用された。同国では戦後も運用し、近代化改修で152 H 88-40へと生まれ変わった。イタリアにも輸出されてObice da 149/28として運用され、ベニート・ムッソリーニ政権下のイタリア王国やイタリア社会共和国軍で運用された。戦後、ドイツやイタリアが保有していた残存砲はアルバニア、ブルガリア、チェコスロバキア、ユーゴスラビアに戦争賠償として接収され、ソ連製火砲で充当される1960年近くまで間運用が続けられた他、ポルトガルやラテンアメリカ諸国にも輸出されている。
装甲師団などでは、牽引荷重8トンの条件下で最大50km/hを発揮できるSd.Kfz.7半装軌車によって牽引された。本格的な装甲砲兵用に開発されたのが、フンメル自走榴弾砲である。しかし大抵の場合は装甲砲兵連隊の第1大隊のみの配備で、第2及び第3大隊は15cm sFH 18Mを継続使用していた。
主な弾薬として次が用意されていた。軟目標用の榴弾（Gr.19及びGr.19 Stg.とGr.36）、硬目標用の成形炸薬弾（Gr.39 HL/AとGr.39 HL/B）や対コンクリート弾（Gr.19 Be）、遠距離砲戦用のロケット補助推進弾（R.Gr.19とR.Gr.19/40）や装弾筒付榴弾（Sprgr.42 TS）、その他用途の発煙弾（Gr.19 NbとGr.38 Nb及びGr.40 Nb）や装弾筒付徹甲榴弾（Pzgr.39 TS）や焼夷弾（Gr.19 Br.）である。1940年に製造されたR.Gr.19は初速505m/s及び最大射程18,200mという性能で、1941年に登場したR.Gr.19/40では最大射程が19,000mに改善された。砲身負荷が大きく命中精度も悪化した事から多用されなかったが、ソ連軍高級司令部の直轄砲兵が装備するA-19 122mmカノン砲（最大射程20,400m）やML-20 152mm榴弾砲（最大射程17,230m）との対砲兵戦を支援した。Sprgr.42 TSは砲外弾道に優れた形状とした12.8cm榴弾へ装弾筒を装着した砲弾で、性能は初速645m/s及び最大射程18,000mだった。Pzgr.39 TSは対戦車戦闘用で、8.8cm仮帽付被帽付徹甲榴弾に装弾筒を装着していた。
15cm sFH 18の射程不足は開戦前から判明しており、15cm sFH 40以外にも大戦中に後継として、シュコダ社とクルップ社が取り組んだ10.5cm leFH 43の拡大発展型である15cm sFH 43やシュコダ社・クルップ社・ラインメタル社の三社で計画された15cm sFH 44の開発に踏み切っていたが、諸事情で実用化に至っていない。因みに独ソ戦の戦訓から要求された性能は、全周射界、45度以上の高仰角射撃、最大射程がソ連製同級火砲をアウトレンジ可能な20,000m以上という内容だった。

## 派生型・関連型
15cm sFH 36
15cm sFH 18の軽量仕様。24口径への短砲身化と多孔式マズルブレーキの装着、砲架と車輪の軽合金化によって重量軽減を図った。1935年にラインメタル社とクルップ社が開発に関与し、1938年に前者が採用されたが、開戦により軽合金素材が航空機量産へ優先された影響で1942年に生産中止された。
15cm sFH 40
クルップ社とラインメタル社が開発した15cm sFH 18の射程改善型。多孔式マズルブレーキ付きの32.5口径砲に換装し、仰角を最大70度まで拡大した事で、最大射程が15,576mまで延伸できた。1938年に試作が完成し、1940年に制式採用されたが、1941年に生産設備の都合上量産計画は放棄された。
15cm sFH 42（15cm sFH 18/40）
15cm sFH 18の砲架と15cm sFH 40の砲身を組み合わせた折衷型。新型の多孔式マズルブレーキが導入されたが、短距離や中距離での命中精度が悪化している。移動時の運用実績も良好と言えず、製造数は1942年に生産された46門に留まった。
15cm sFH 18/43
金属資源節約の要求に基づいたクルップ社担当の改良型。鎖栓式閉鎖機を改造し、薬嚢分離式砲弾への適応を試みたが、失敗に終わっている。
フンメル（15cm Schwere Panzerhaubitze auf Geschutzwagen III/IV (Sf).）
III号/IV号車台に15cm sPH 18/1を搭載した自走榴弾砲。10.5cm leFH 18/2を主砲にしたヴェスペとともに、装甲師団や一部の装甲擲弾兵師団へ配備された。編制定数は、装甲砲兵連隊第1大隊に所属する1個中隊6両（他に弾薬運搬車型も1～2両加わる）とされた。
s.F.H.18 auf Panzer-Bauteilen
パンターの車台を改設計して、15cm sFH 18/4を搭載した中型武器運搬車。ホイシュレッケと同様に、全周旋回砲塔に取り外し機能を備える予定だった。1944年7月6日にクルップ社とラインメタル社へ概念設計が要求されたが、1945年2月20日付開発緊急計画の報告書で不要不急のリストに挙げられて開発は延期された。
mittlerer Einheitswaffenträger（Gerät 580 GW 638/23）
1944年～1945年に計画された駆逐戦車38Dベースの中型武器運搬車（mittlerer Waffenträger Grosse II）の一案で、15cm sFH 18/6を搭載する予定だった。方向射界60度、俯角0度～45度、携行弾数20発とされたが、開発未了で試作車も存在しない。
15cm PWK（15cm Panzerwurfkanone）
1945年に15cm重榴弾砲の砲身を流用して開発していた高低圧砲。未完成。
ラ式十五糎榴弾砲（ラインメタル式15糎野戦榴弾砲）
1934年～1936年にかけて国民政府軍へ24門が輸出されたラインメタル社製の32口径15cm榴弾砲。機械化牽引砲兵の独立炮兵第10团に配備された。日中戦争中に帝国陸軍が鹵獲した同砲は現地部隊で運用された他、砲架に試製十糎半陣地高射砲や試製二十糎臼砲の砲身を搭載したり、予備液室がホリ用の試製十糎戦車砲（長）に流用されるなど、日本製砲熕兵器の技術研究開発に活かされた。なお性能に着目した日本でも輸入は検討されたが、1940年11月20日発電の見積で高額な購入費を提示されたためか見合わせている。運行速度は40km/hと九六式十五糎榴弾砲の倍で、機動九一式十糎榴弾砲や八八式七糎高射砲と同等だった。砲架は53口径10.5cm野戦加農砲と共通とされる。ラインメタル十五糎短加農やボ式十五長榴（獨式ボツホース15糎長榴弾砲/ボツホース十五糎重榴弾砲）と表記された事もあり、下記の表とは異なる要目も存在する。
クルツプ式15糎榴弾砲
1937年末までに国民政府軍へ24門が輸出されたクルップ社製の30口径15cm榴弾砲。15cm sFH 18の略同型で、駐退復座機や平衡機は同様だったとされる。1937年に新編された機械化牽引砲兵の独立炮兵第14团に配備された。
152mm M1931(NG)
ラインメタル社が開発した15cm sFH 18の前身を原型にした152mm榴弾砲。1932年から1934年にかけて、ソ連のモトヴィリハ機械工場で8門のみ製造された。NGはドイツの榴弾砲である事を示している。
152mm húfnica vzor 18/47
チェコスロバキア軍で1948年～1955年に運用された15cm sFH 18の改修型。砲身はマズルブレーキ付きの27口径152mm榴弾砲で、152mm húfnica vzor 37（152mm M1937(ML-20)）と弾薬互換性の確保を図っていた。カタログスペックは戦闘重量5,587kg、仰角0度～45度、左右旋回角60度、初速578m/s、最大射程15,180m、発射速度分間4発で、牽引車にはT111やT138などが用いられた（牽引速度は路上25km/h、不整地10km/h）。1980年代まで保有していたが、milimetrová samohybná kanónová húfnica vzor 77 Danaに置き換えられた。
152 H 88-40
フィンランド軍に配属された150 H 40（15cm sFH 18）の近代化改修型。D-20 152mm榴弾砲と同じ弾薬の32口径152mm榴弾砲に換装し、マズルブレーキや砲架など各部も改良された。戦闘重量は6,800kgに増加したが、性能面は最大射程約16km、初速650m/s、牽引速度80km/hに改善された。1990年から1992年にかけて42門が改装され、2007年に除籍された。

## スペック
| 主要要目     | 主要要目     | 主要要目     | 主要要目     | 主要要目     | 主要要目          | 主要要目              | 主要要目              | 主要要目              | 主要要目              |
| 型式         | 15cm sFH 18  | 15cm sFH 36  | 15cm sFH 40  | 15cm sFH 42  | ラ式 十五糎榴弾砲 | クルツプ式 15糎榴弾砲 | 射程 （15cm sFH 18M） | 射程 （15cm sFH 18M） | 射程 （15cm sFH 18M） |
| ------------ | ------------ | ------------ | ------------ | ------------ | ----------------- | --------------------- | --------------------- | --------------------- | --------------------- |
| 口径         | 149.1mm      | 149.1mm      | 149.1mm      | 149.1mm      | 149.1mm           | 149.1mm               | 装薬                  | 初速                  | 最大射程              |
| 砲身長       | 4,400mm      | 3,555mm      | 4,875mm      | 4,875mm      | 4,830mm           | 4,450mm               | 1号                   | 210m/s                | 4,000m                |
| 戦闘重量     | 5,512kg      | 3,450kg      | 5,400kg      | 5,470kg      | 5,896kg           | 5,800kg               | 2号                   | 230m/s                | 4,700m                |
| 仰俯角       | - 3° ~ + 45° | - 1° ~ + 43° | - 1° ~ + 70° | - 0° ~ + 43° | - 1° ~ + 65°      | - 0° ~ + 45°          | 3号                   | 250m/s                | 5,525m                |
| 方向射界     | 60°          | 56°          | 60°          | 56°          | 52°               | 60°                   | 4号                   | 278m/s                | 6,625m                |
| 最大射程     | 13,325m      | 12,500m      | 15,675m      | 15,675m      | 16,000m           | 15,000m               | 5号                   | 320m/s                | 8,200m                |
| 発射速度     | 4発/分       | 4発/分       | 4発/分       | 4発/分       |                   |                       | 6号                   | 375m/s                | 9,725m                |
| 運用要員     | 12名         | 7名          | 12名         | 12名         |                   |                       | 7号                   | 440m/s                | 11,400m               |
| 初速（榴弾） | 495-520m/s   | 486m/s       | 595m/s       | 595m/s       | 600m/s            | 565m/s                | 8号                   | 495m/s                | 13,325m               |

| 装甲貫徹力                   | 装甲貫徹力  | 装甲貫徹力   | 装甲貫徹力 | 装甲貫徹力 | 装甲貫徹力 | 装甲貫徹力 |
| 砲弾                         | 砲弾        | 砲弾         | 砲弾       | 角度       | 射程       | 射程       |
| ---------------------------- | ----------- | ------------ | ---------- | ---------- | ---------- | ---------- |
| 弾薬                         | 弾種        | 弾重         | 初速       | 弾着角     | 100m       | 1,000m     |
| Pzgr.39 (TS)                 | APCBC-HE-DS | 9.85/15.00kg | 880m/s     | 60°        | 155mm      | 126mm      |
| Gr.39 HL/A                   | HEAT        | 25.00kg      | 465m/s     | 60°        | 160mm      | 160mm      |
| Gr.39 HL/A mit Minenleitwerk | HEAT-FS     | 43.00kg      | 370m/s     | 60°        | 245mm      | 射程外     |

## 登場作品
『R.U.S.E.』
ドイツの榴弾砲として登場。